# 大物崩れ
大物崩れ（だいもつくずれ）は、戦国時代初期の享禄4年6月4日（1531年7月17日）、摂津で行われた合戦。赤松政祐・細川晴元・三好元長の連合軍が、細川高国・浦上村宗の連合軍を壊滅させた。合戦は天王寺辺りから展開されたが、最終的に高国が大物（現在の兵庫県尼崎市大物町）で捕らえられ処刑されたために大物崩れの戦い・天王寺の戦い・天王寺崩れとも呼ばれる。

## 開戦までの経緯
桂川原の戦いで敗れて近江に逃れた管領細川高国は、伊賀、伊勢、備中、出雲を巡ったが救援を拒絶された。管領の権威が失墜した高国に援軍を差し向ける勢力が無い中で備前守護代の浦上村宗が要請に応じた。高国と村宗の関係は赤松氏の庇護下に在った足利義晴の身柄を拘束するなどの協力関係にあり、村宗は管領である高国の権勢を借りて播磨統一を果たしたいという野心があり、桂川原で敗北した窮状を打開したい高国との利害は一致していた。
享禄3年（1530年）7月に村宗の念願であった播磨統一を成し遂げると、今度は高国の宿願を果たすため、摂津へ侵攻、池田久宗（信正）が守備する池田城を翌享禄4年3月6日（1531年4月3日）を陥落、翌3月7日には、京都を警護していた晴元派の木沢長政が突然の撤退、代わって将軍地蔵山城の高国の兵が京に侵攻、京奪回した。
堺公方側は、三好元長を総大将に立て直しを図り、三好軍1万5千と阿波から堺に上陸した細川持隆（氏之）の援軍8千が、摂津中嶋に陣取った細川・浦上連合軍を攻撃し（中嶋の戦い）一進一退の攻防が続いていた。
ここで播磨守護の赤松政祐が高国の援軍として同年6月2日に西宮の六湛寺に着陣したが、神呪寺（兵庫県西宮市）に陣変えを行い同日晩、高国と村宗から直々に着陣の挨拶をうける。

## 開戦の状況

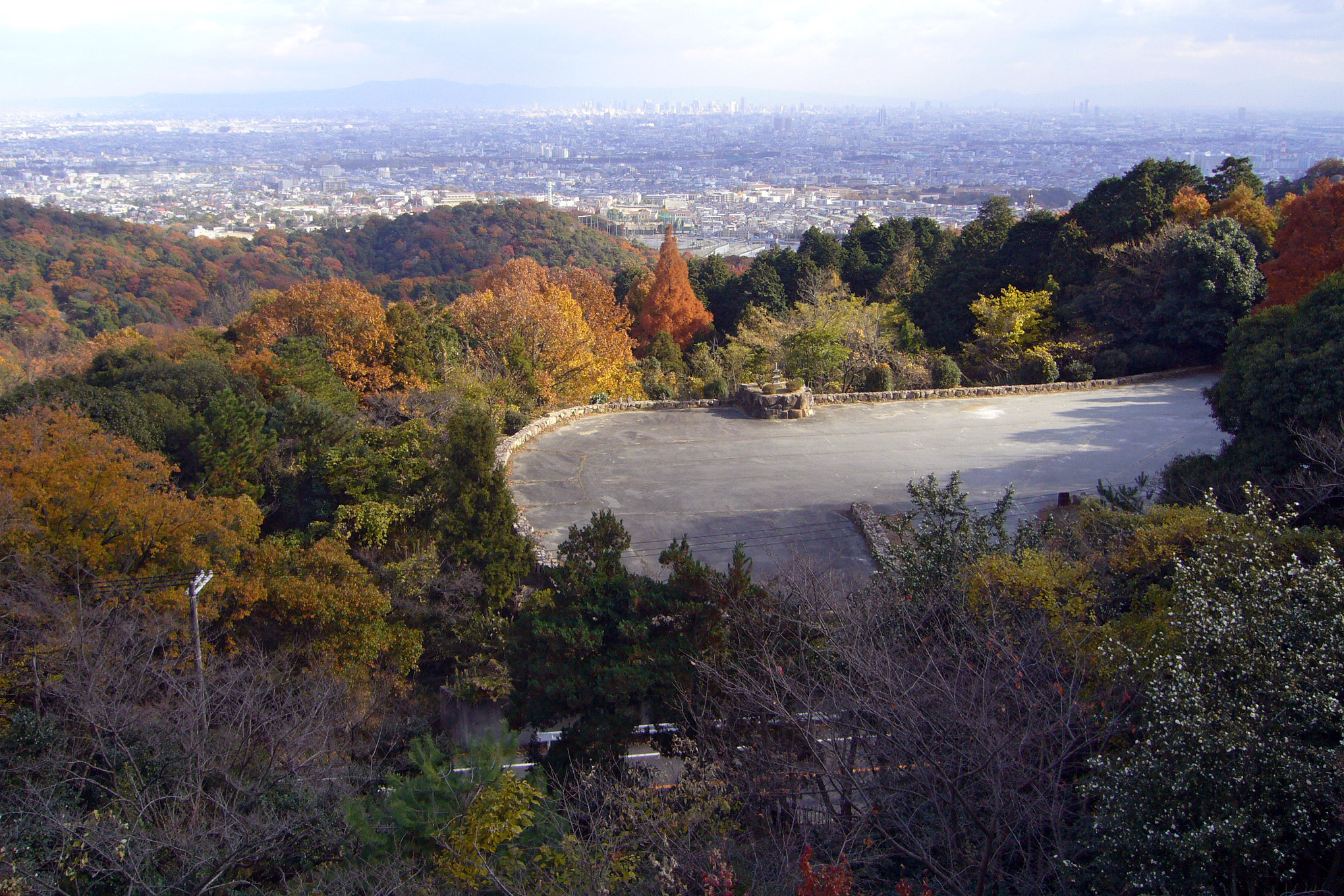
現在の神呪寺から摂津方向を望む

6月4日、神呪寺にいた赤松政祐が晴元方に内応して高国・村宗軍を背後から攻撃したため、勝敗が決した。赤松政祐は以前から父・赤松義村の仇を討つために村宗を狙っていたのである。政祐は出陣する前から堺公方の足利義維へ密かに質子を送って裏切りを確約していた。この赤松軍の寝返りは細川軍の動揺をもたらし、浦上軍に従っていた「赤松旧好の侍、吾も吾もを神呪寺の陣へ加わり」（『備前軍記』）と寝返りを誘発した。
そのような状況で赤松軍が中嶋の高国陣営を奇襲すると、それに呼応して三好軍が攻撃をしかけたので、村宗とその宿老島村貴則を始め、侍所所司代松田元陸・伊丹国扶・薬師寺国盛・波々伯部兵庫助・瓦林日向守ら主だった部将が戦死した。中嶋の野里川は死人で埋まり、「誠に川を死人にて埋めて、あたかも塚のごとく見ゆる、昔も今も末代もかかるためしはよもあらじと人々申也」（『細川両家記』）と書かれるほどの敗戦であった。
三好元長が前線に出てくる「中嶋の戦い」からの2ヶ月間こそ膠着状態に陥ったものの、それまでの細川・浦上連合軍は連勝を重ねて戦意も高く、有利であった。だが、新たに参戦した赤松政祐には細川・浦上連合軍の背後（西宮方面）から、続いて正面（天王寺方面）の三好軍からも攻撃されたことによって打撃を受けた。
この結果、それまでの膠着状態から戦局が崩れて、高国の滅亡につながった。そこから地名とあいまって「大物崩れ」と呼ばれるようになった。

## 戦後

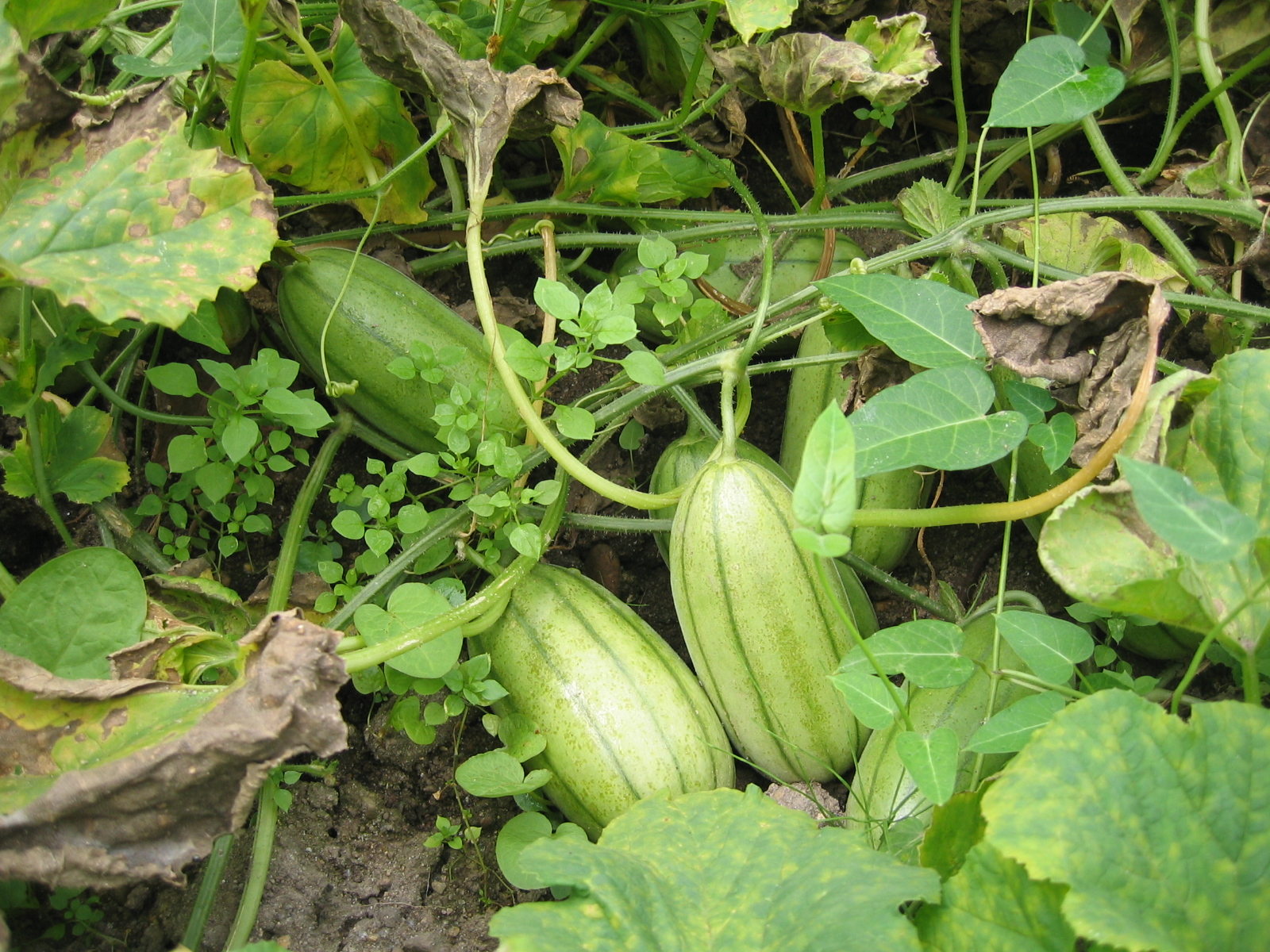
まくわ瓜

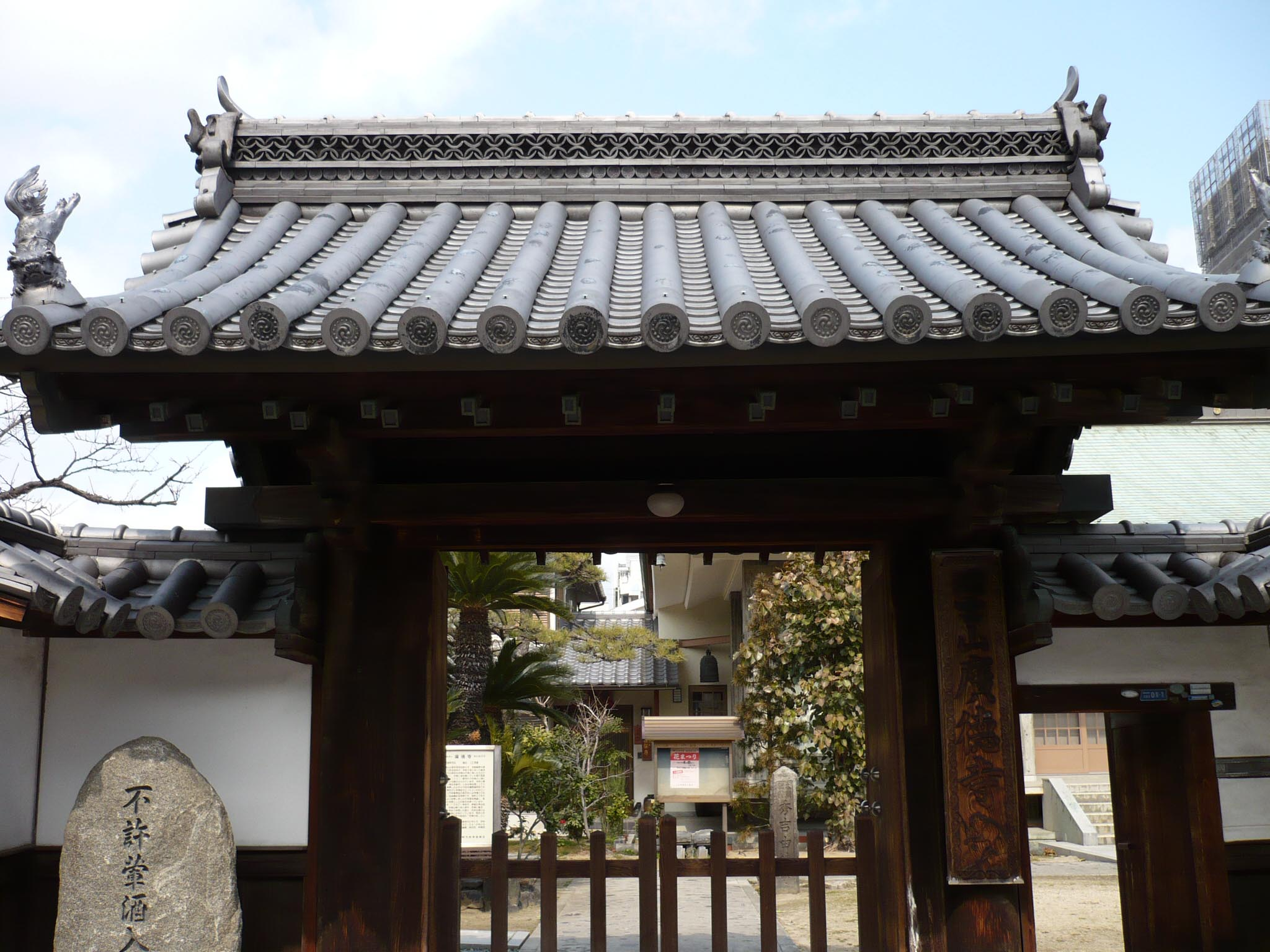
細川高国の最期の地となった広徳寺

敗戦の混乱の中、高国は戦場を離脱。近くの大物城への退避を行おうとしたが、既に赤松方の手が回っていたため尼崎の町内にあった京屋という藍染屋に逃げ込み藍瓶をうつぶせにしてその中に身を隠していたが、三好一秀に6月5日に捕縛された。
尼崎で高国を捜索した一秀はまくわ瓜をたくさん用意し、近所で遊んでいた子供達に「高国のかくれているところをおしえてくれたら、この瓜を全部あげよう」と言うと子供達はその瓜欲しさに高国が隠れていた場所を見つけたという計略が逸話として伝わっている。
そして同月8日、仇敵晴元の命によって高国は尼崎広徳寺で自害させられた。
一方、破れた浦上軍の将士達は生瀬口（兵庫県宝塚市）から播磨に逃げ帰ろうとしていたところを赤松軍の追撃に遭い、ほぼ全滅したと伝えられる。赤松政祐は伏兵を生瀬口や兵庫口に配置し、落ち延びる兵を攻撃したからである。
永正の錯乱から始まった細川政元の養子3人（澄之・澄元・高国）による幕府・中央政界や京の都周辺を巻き込んだ細川氏の争いは、いったんは高国が制していたが、大物崩れで高国が敗れ自刃させられたことで3人の養子は全員いなくなり、高国に代わって澄元の子の晴元が制した。ただし、以降も高国の弟の晴国や養子の氏綱といった高国系残党と晴元の争いは続いていくこととなる。

## 交通アクセス
- 鉄道でのアクセス
  - 阪神電車大物駅徒歩2分（線路沿い西方向、交番の隣）